# Hanna Büldge
Hanna Büldge ist eine ehemalige deutsche Tischtennisspielerin und DDR-Meisterin. 
Büldge stammt aus Magdeburg, wo sie auch im Verein BSG Aufbau Börde Magdeburg spielte. 1943 wurde sie bei den nationalen deutschen Meisterschaften Zweite im Doppel mit Astrid Hobohm. 1949 gewann sie im Einzel die Meisterschaft von Sachsen-Anhalt. Im gleichen Jahr erreichte sie bei den DDR-Meisterschaften mit Hildegard Berbig das Doppel-Endspiel. 1951 holte sie mit Astrid Horn den Titel im Doppel. Mit der gleichen Partnerin wurde sie 1952 und 1953 im Doppel Zweiter.
Später übersiedelte sie in den Westen und spielte um 1956 beim Verein VfB Lübeck. Von 1952 bis 1955 arbeitete sie als Sekretärin im Lübecker Generalsekretariat des Deutschen Tischtennis-Bundes DTTB.